# Réchicourt (Meuse)
Réchicourt is plaatsje in het Franse departement Meuse in de regio Grand Est.
Tot 1 maart 1973 was het een zelfstandige gemeente. Op die dag werd de gemeente opgeheven en Réchicourt opgenomen in de gemeente Spincourt.

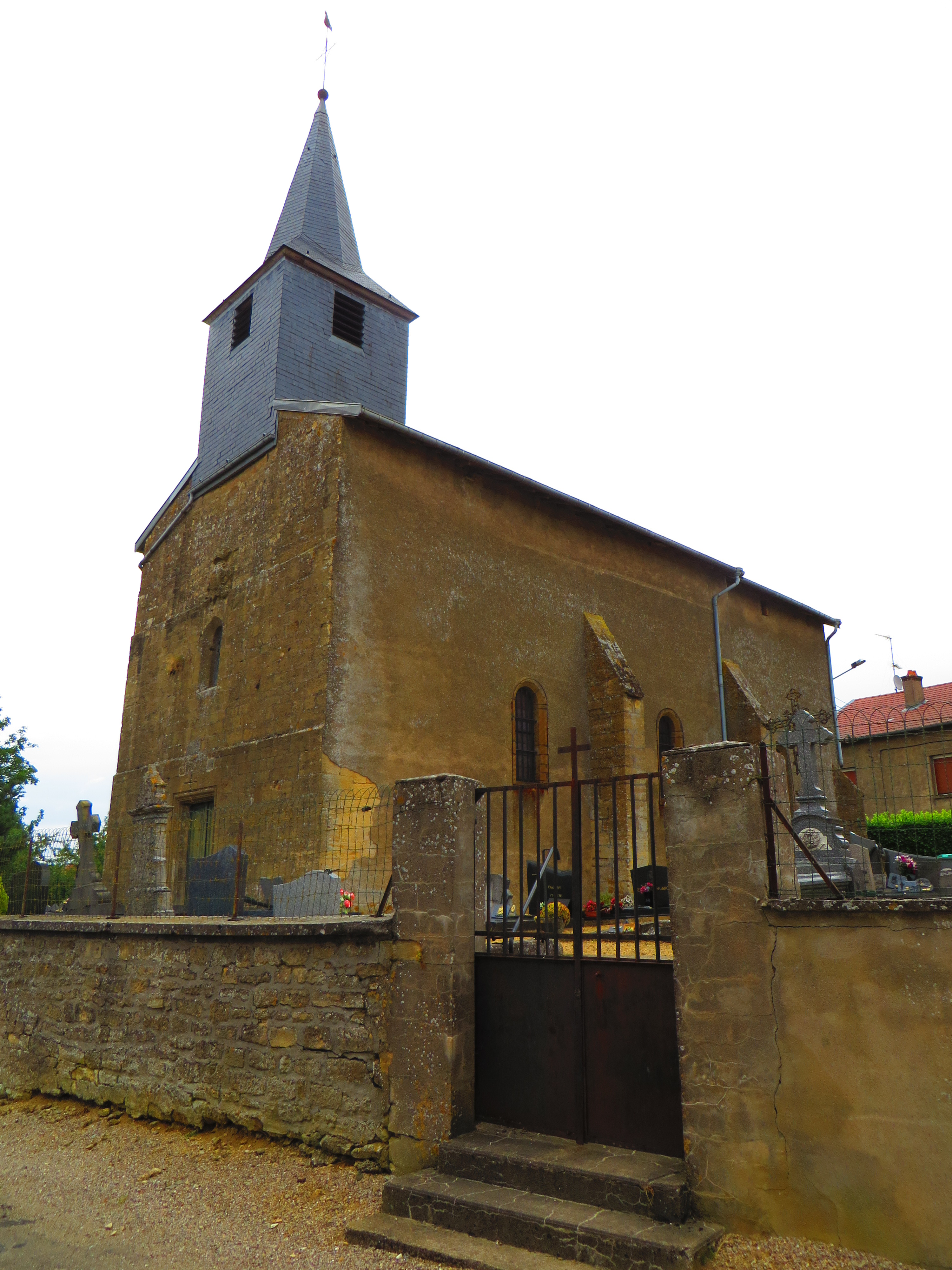
De kerk van Réchicourt

Haucourt-la-Rigole · Houdelaucourt-sur-Othain · Ollières · Réchicourt · Spincourt